# Niederstetten
Niederstetten è un comune tedesco di 4 941 abitanti, situato nel land del Baden-Württemberg.